# آرت‌ریو
آرت‌ریو (انگلیسی: ArtRave) یک رویداد دو روزه به میزبانی لیدی گاگا بود که از ۱۰ تا ۱۱ نوامبر ۲۰۱۳ به عنوان بخشی از تبلیغات برای سومین آلبوم استودیویی او، آرت‌پاپ (۲۰۱۳) انجام شد.